# Serranus notospilus
Serranus notospilus és una espècie de peix de la família dels serrànids i de l'ordre dels perciformes.

## Morfologia
Els mascles poden assolir els 10 cm de longitud total.

## Distribució geogràfica
Es troba des del nord-oest de Florida i Yucatán (Mèxic) fins al nord de Sud-amèrica.